# Osa, Turiisk
Osa (în ucraineană Оса) este un sat în comuna Boblî din raionul Turiisk, regiunea Volînia, Ucraina.

## Demografie
Componența lingvistică a localității Osa
     Ucraineană (99,2%)
     Alte limbi (0,8%)
Conform recensământului din 2001, majoritatea populației localității Osa era vorbitoare de ucraineană (99,2%), existând în minoritate și vorbitori de alte limbi.